# Mocni w Duchu
Mocni w Duchu – polska grupa muzyczna grająca muzykę chrześcijańską założona w 1988 przez jezuitę Józefa Kozłowskiego. Grupa powstała wraz z rozwojem Ośrodka Odnowy w Duchu Świętym, z którym ściśle współpracuje. Grupa liczy ok. 40 osób, przy czym wszyscy są również członkami wspólnoty Mocni w Duchu  działającej w ramach ośrodka.
Zespół od 2015 prowadzi w Centrum Mocni w Duchu warsztaty muzyczne dla młodzieży, w ramach których powstała grupa młodzieżowa "Młodość - lubię to". Prowadzone są również przez zespół spotkania ewangelizacyjne "Uwielbieniowa Łódź Ratunkowa". 
Kierownikiem zespołu jest Inga Pozorska, która dołączyła do zespołu w 1993. Opiekunem duchowym natomiast jest jezuita ojciec Jacek Olczyk.

## Dyskografia[4]
- 1998 – Duch i Oblubienica mówią Przyjdź
- 1999 – Ojcze Niebieski
- 2001 – Pokorna Służebnico Pana
- 2002 – Jezusowi chwała, cześć!
- 2004 – Jubileuszowy Koncert Ewangelizacyjny
- 2004 – Aby nikt nie zginął
- 2006 – Ad maiorem Dei Gloriam!
- 2007 – Żyjesz
- 2008 – Missa charismatica (płyta z częściami stałymi Mszy św.)
- 2008 – Muzyka medytacyjna cz.1
- 2009 – Mocne Kolędy
- 2009 – Muzyka medytacyjna cz.2
- 2010 – Koncert
- 2012 – Fundamentem jest Miłość
- 2013 – Rycerze światła
- 2014 – Muzyka medytacyjna cz.3
- 2015 – Jestem do Niego podobny
- 2017 – Power On
- 2018 – Wake up!
- 2020 – Biała jak śnieg
- 2021 – Oddycham na nowo